# Hrad Lemesos
Hrad Lemesos (řecky Κάστρο Λεμεσού) je středověky hrad poblíž starého přístavu ve městě Lemesos na Kypru. Hrad byl postaven koncem 12. století západoevropskými křižáky a jeho současná podoba pochází z turecké přestavby roku 1590.

## Středověk
Archeologický výzkum odhalil, že hrad byl postaven nad raně křesťanskou bazilikou ze 4. až 7. století a pozdějším byzantským památníkem z 10. či 11. století). Podle výzkumů se jednalo o významný kostel.
Podle kněze Stafana Lusignana z 16. století hrad nechal postavit v roce 1193 Guy z Lusignanu, tedy dva roky po obsazení Kypru křižáky. První dobová zmínka o hradu však pochází až z roku 1228. Hrad byl mnohokrát poškozen při nájezdech Mamlúckého sultanátu a následně opraven. Podle tradice se na tomto místě anglický král Richard Lví srdce oženil s dcerou navarrského krále Berengarií Navarrskou.

## Novověk

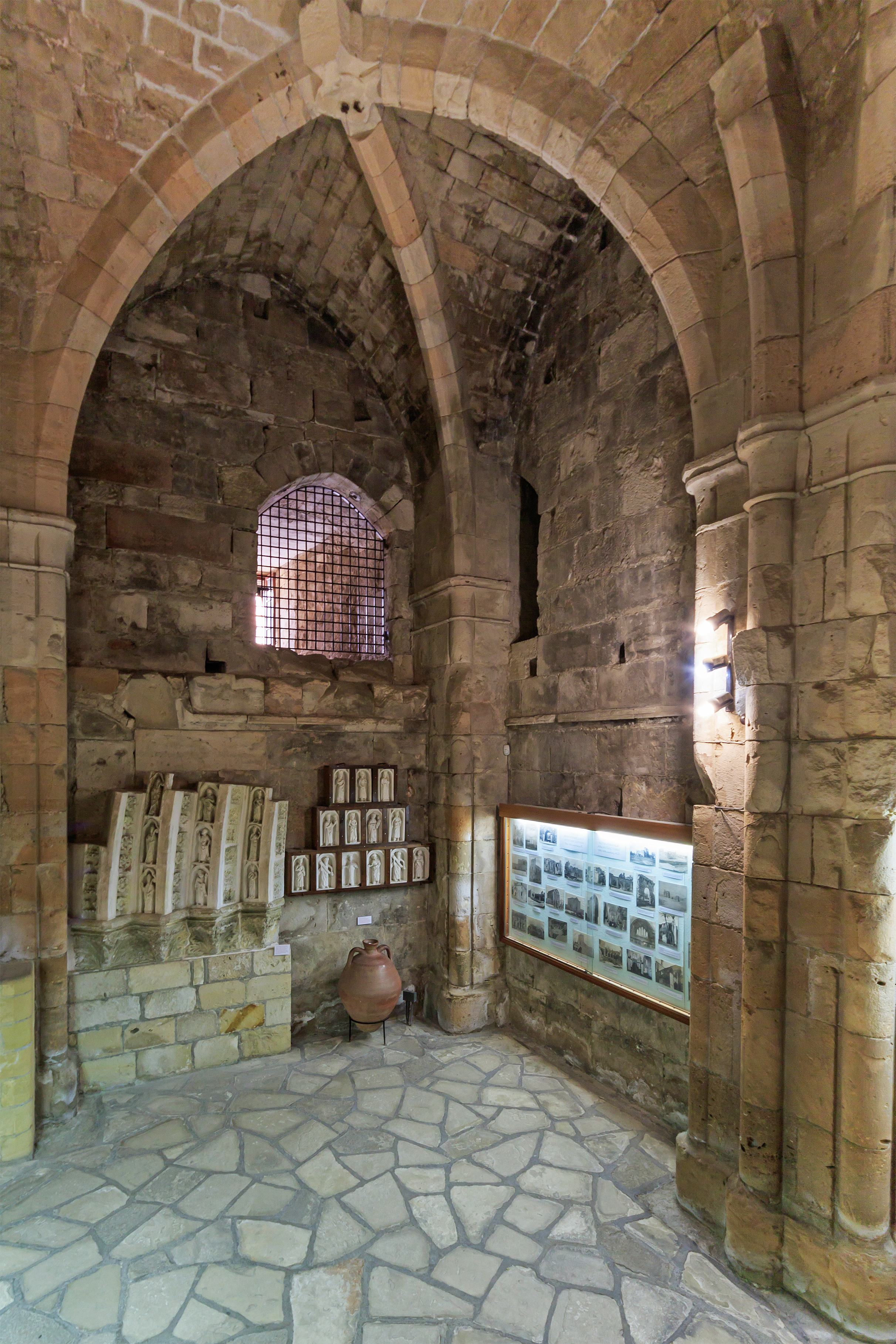
Interiér hradu

V roce 1538 dobyli Lemesos krátkodobě Turci. Po vyhnání Turků se Benátský správce Kypru rozhodl hrad zbourat, aby nemohl být znovu zabrán. Ke zničení došlo v roce 1568. 
Po dobytí Kypru Osmanskou říší byly zbytky původního hradu roku 1576 začleněny do nové osmanské pevnosti. Osmanská pevnost byla dokončena roku 1590. Sklepy a první patro byly využívány jako věznice do roku 1950.